# Andropogon chevalieri
Andropogon chevalieri là một loài thực vật có hoa trong họ Hòa thảo. Loài này được Reznik mô tả khoa học đầu tiên năm 1933.